# Teonimia
La teonimia è la scienza che studia i nomi propri delle divinità. Studia l'origine, il significato e l'evoluzione dei nomi propri delle divinità ed è un ramo dell'onomastica e, per alcune aree, come la penisola Iberica, è stata oggetto di studi approfonditi. Per quello che riguarda la Grecia antica, è stato ritenuto che i teonimi, al pari degli epiteti siano molto importanti per rappresentare la religiosità del mondo antico.